# Peter Mitchell
Peter Dennis Mitchell (Mitcham, 29 de setembro de 1920 — 10 de abril de 1992) foi um químico britânico.
Foi laureado com o Nobel de Química de 1978, pela teoria quimiosmótica, na qual esclarece como uma diferença de concentração iônica pode ser usada nas células para produção de energia.

## Carreira e pesquisa
Em 1955 foi convidado pelo Professor Michael Swann para criar uma unidade de investigação bioquímica, denominada Unidade de Biologia Química, no Departamento de Zoologia da Universidade de Edimburgo, onde foi nomeado Professor Sénior em 1961, depois Leitor em 1962, embora a oposição institucional ao seu trabalho, juntamente com problemas de saúde, tenha levado à sua demissão em 1963.
Ele e sua ex-colega de pesquisa, Jennifer Moyle, fundaram uma empresa de caridade, conhecida como Glynn Research Ltd., para promover a pesquisa biológica fundamental na Glynn House e embarcaram em um programa de pesquisa sobre reações quimiosmóticas e sistemas de reação.

### Hipótese quimiosmótica

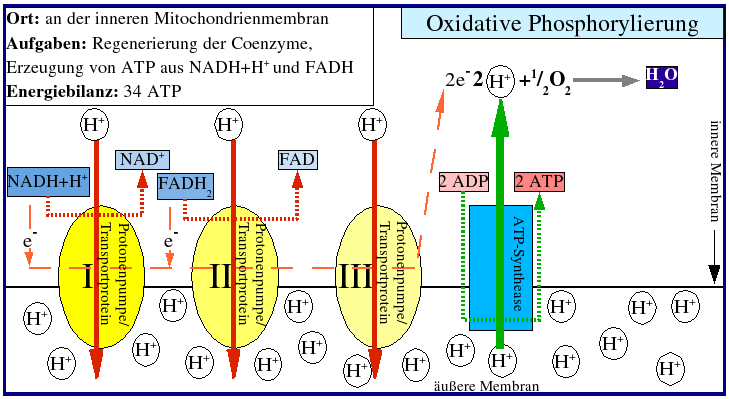
Fosforilação oxidativa

Na década de 1960, o ATP era conhecido por ser a moeda de energia da vida, mas o mecanismo pelo qual o ATP foi criado na mitocôndria foi considerado por fosforilação em nível de substrato. A hipótese quimiosmótica de Mitchell foi a base para a compreensão do processo real de fosforilação oxidativa. Na época, o mecanismo bioquímico da síntese de ATP por fosforilação oxidativa era desconhecido.
Mitchell percebeu que o movimento dos íons através de uma diferença de potencial eletroquímico poderia fornecer a energia necessária para produzir ATP. Sua hipótese foi derivada de informações bem conhecidas na década de 1960. Ele sabia que as células vivas tinham um potencial de membrana; negativo interior para o meio ambiente. O movimento de íons carregados através de uma membrana é, portanto, afetado pelas forças elétricas (a atração de cargas positivas para negativas). Seu movimento também é afetado por forças termodinâmicas, a tendência de as substâncias se difundirem de regiões de maior concentração. Ele passou a mostrar que a síntese de ATP estava acoplada a esse gradiente eletroquímico.
Sua hipótese foi confirmada pela descoberta da ATP sintase, uma proteína ligada à membrana que usa a energia potencial do gradiente eletroquímico para produzir ATP; e pela descoberta de André Jagendorf que uma diferença de pH através da membrana tilacóide no cloroplasto resulta na síntese de ATP.

#### Protonmotive Q-cycle
Mais tarde, Peter Mitchell também formulou a hipótese de alguns dos detalhes complexos das cadeias de transporte de elétrons. Ele concebeu o acoplamento do bombeamento de prótons à bifurcação de elétrons à base de quinona, que contribui para a força motriz do próton e, portanto, a síntese de ATP.